# بيل بالانتين
بيل بالانتين (بالإنجليزية: Bill Ballantine)‏ هو عالم الأحياء البحرية وأحيائي نيوزيلندي، ولد في 15 أبريل 1937 في ليستر في المملكة المتحدة، وتوفي في 1 نوفمبر 2015 في أوكلاند في نيوزيلندا.